# Novo Arcanjo

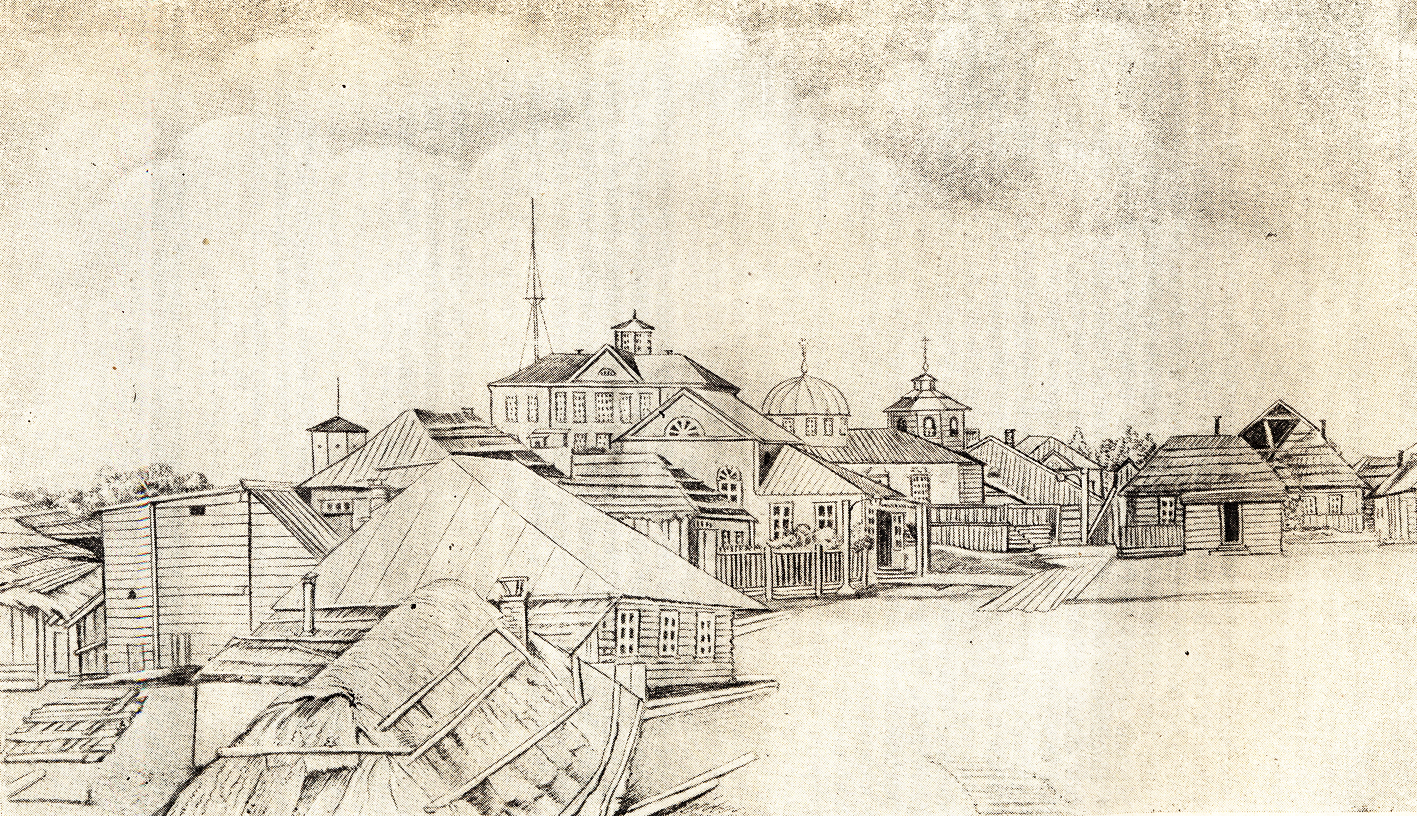
Novo-Arkhangelsk. Desenho de Voznesensky (1839-1849)

Novo Arcanjo (em russo:  Ново-Архангельск, transl. Novo-Arkhangelsk) foi um antigo assentamento na América Russa, fundado em 1799. Após a venda das possessões russas na América do Norte aos Estados Unidos em 1867, a cidade foi renomeada para Sitka.

## Galeria

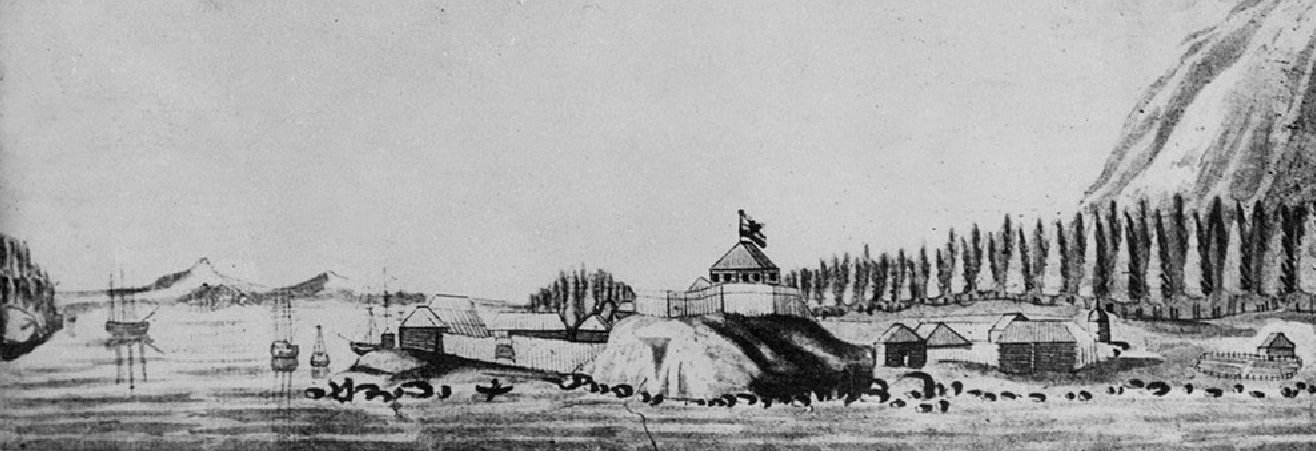
Vista da aldeia russo-americana (Novoarkhangelsk)
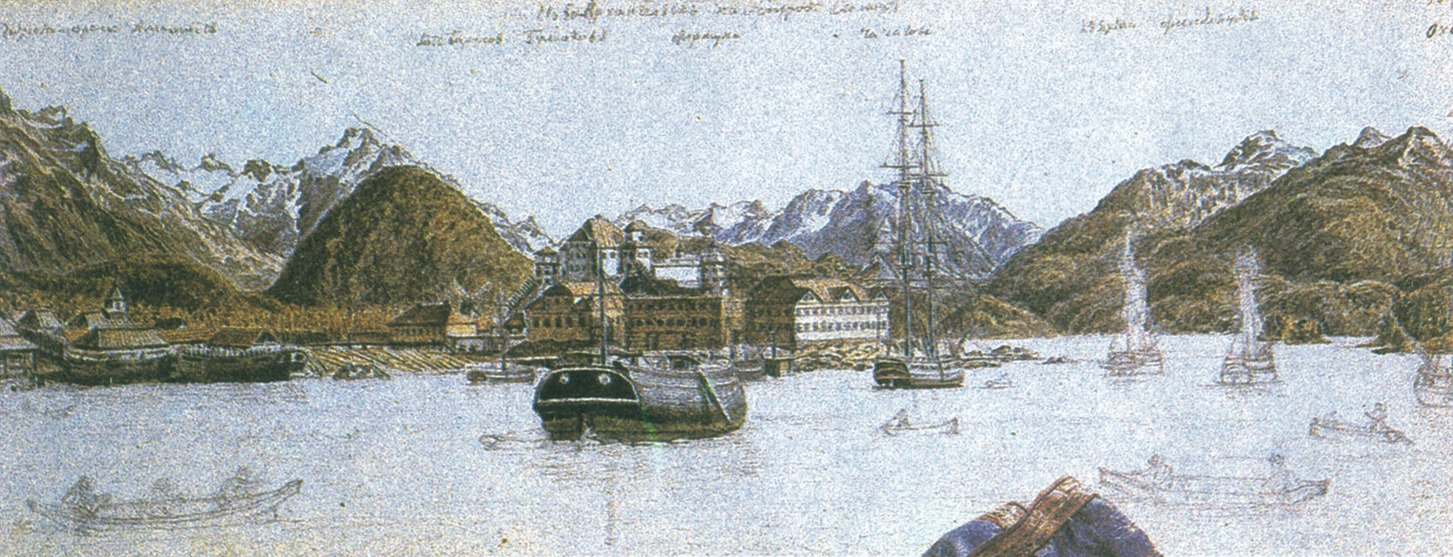
Novo-Arkhangelsk (Desenho de Pavel Nikolaevich Mikhailov).